# VIII Cuerpo de Ejército (Bando republicano)
El VIII Cuerpo de Ejército fue una formación militar perteneciente al Ejército Popular de la República que luchó durante la Guerra Civil Española. Durante toda la contienda estuvo desplegado en el frente de Córdoba.

## Historial
La unidad fue creada el 3 de junio de 1937, tras la disolución del Ejército del Sur. El VIII Cuerpo de Ejército, que cubría el frente comprendido entre los ríos Zújar y Guadalmellato, estableció su cuartel general en Pozoblanco y quedó bajo el mando del teniente coronel de artillería Joaquín Pérez Salas. En el momento de su creación la formación agrupaba a las divisiones 19.ª y 38.ª, quedando bajo la coordinación del general Carlos Bernal —inspector general del Sur—.
En el otoño de 1937 la formación pasó a depender del recién creado Ejército de Extremadura.
En julio de 1938 el VIII Cuerpo tomó parte en los combates de la Bolsa de Mérida, perdiendo territorio y efectivos humanos. Esto provocó la destitución del comandante del cuerpo, Manuel Márquez Sánchez de Movellán. Joaquín Pérez Salas, temiendo la caída de Almadén en manos franquistas, solicitó —y obtuvo— el mando del VIII Cuerpo de Ejército.
A mediados de agosto la formación emprendió numerosos contraataques contra las posiciones franquistas, contando con el apoyo de una compañía de tanques. Para el 22 de agosto el avance franquista había quedado detenido y a partir de los días siguientes los republicanos recuperaron algunas de las posiciones perdidas anteriormente. Así, las unidades bajo el mando de Pérez Salas lograron defender nuevamente las minas de Almadén, deteniendo por completo la ofensiva del general Gonzalo Queipo de Llano en el frente extremeño. El 13 de septiembre el comandante del Ejército de Extremadura, el coronel Adolfo Prada, ordenó a Pérez Salas que preparase una ofensiva para capturar Córdoba. El día 22 las fuerzas de Pérez Salas vuelven la ofensiva, aunque esta vez no logra romper las defensas enemigas y el 5 de octubre la operación es cancelada definitivamente. El VIII Cuerpo, en colaboración con el VII Cuerpo, emprendió una tentativa contra el saliente de Cabeza del Buey que no logró tener éxito.
Durante el resto de la contienda el VIII Cuerpo permaneció en el sector cordobés.

## Mandos
Comandantes
- teniente coronel de artillería Joaquín Pérez-Salas García (desde junio de 1937);
- teniente coronel de infantería Manuel Márquez Sánchez de Movellán[8] (desde noviembre de 1937);
- comandante de infantería Julián del Castillo Sánchez (desde julio de 1938);[2]
- teniente coronel de artillería Joaquín Pérez-Salas García (desde agosto de 1938);
- teniente coronel de infantería Alejandro Sáenz de San Pedro[9] (desde noviembre de 1938);
- teniente coronel de Infantería Antonio Bertomeu Bisquert (desde marzo de 1939);

Comisarios
- José Sáinz Alfaro del Pino, del PCE;[10]

Jefes de Estado Mayor
- teniente coronel José Billón Esterlich;[2]
- teniente coronel José Yagüe Laurel[11] (diciembre 1937);
- capitán de Infantería Juan Ibáñez Lugea (abril de 1938);

## Orden de batalla
| Fecha                 | Ejército adscrito       | Divisiones integradas | Frente de batalla |
| Junio de 1937         | —                       | 19.ª y 38.ª           | Córdoba           |
| 30 de abril de 1938   | Ejército de Extremadura | 67.ª, 38.ª y 63.ª     | Córdoba           |
| Julio de 1938         | Ejército de Extremadura | 38.ª y 63.ª           | Córdoba           |
| 15 de agosto de 1938  | Ejército de Extremadura | 38.ª, 63.ª y 51.ª     | Córdoba           |
| 23 de octubre de 1938 | Ejército de Extremadura | 38.ª, 63.ª y 68.ª     | Córdoba           |